# یخچال طبیعی پوتانین
یخچال طبیعی پوتانین (به لاتین: Potanin Glacier) یک یخچال طبیعی در مغولستان است که در اولانخوس واقع شده‌است.